# Alaproklat
Alaproklat (GEA-654) je psihoaktivni lek i istraživačka hemikalija koja je bila u razvoju kao antidepresiv od strane švedske farmaceutske kompanije Astra AB (sadašnja AstraZeneca) tokom 1970-ih. On deluje kao selektivni inhibitor preuzimanja serotonina (SSRI), i zajedno sa zimelidinom i indalpinom, je bio jedan od prvih lekova iz te klase. Njegov razvoj je prekinut kao posledica hepatotoksičnosti u studijama na glodarima. Utvrđeno je da deluje kao nekompetitivni NMDA antagonist, ali da nije selektivan poput fenciklidina.